# Yttrö

Yttrö är liten by i Tierps kommun i Tierps socken i Uppsala län, cirka 10 km sydväst om Tierps köping. I byn fanns en strutsfarm. Caféet har numera bara öppet ibland under sommaren.

## Historik
Byn har förmodligen forntida anor. Invid byn står en runsten, Upplands runinskrifter 1145, gravfält har förmodligen funnits även om det nu är bortodlat.
Äldsta kända omnämnande är från 1338 då Gregers Styrbjörnsson (spets från vänster) sålde 2 öresland i villa Øyo. 1409 dömdes vid räfsteting 4 öres och 54 penningland i Yterøya under skatt, tillhöriga herr Sigfrid.
1541 fanns sex skatte- och en frälsegård i Yttrö.